# Ichiro Suzuki
Ichiro Suzuki (鈴木 一朗 すずき いちろう, Suzuki Ichirō) er en japansk baseballspiller der spiller i Seattle Mariners. Han er den japanske spiller der har opnået størst succes i Major League Baseball. Han er kendt i USA som "The Silent Samurai" ("den tavse samurai"), og er indehaver af rekorden for flest hits i løbet af en MLB-sæson (sæson 262).